# Парма (герцогство лангобардов)

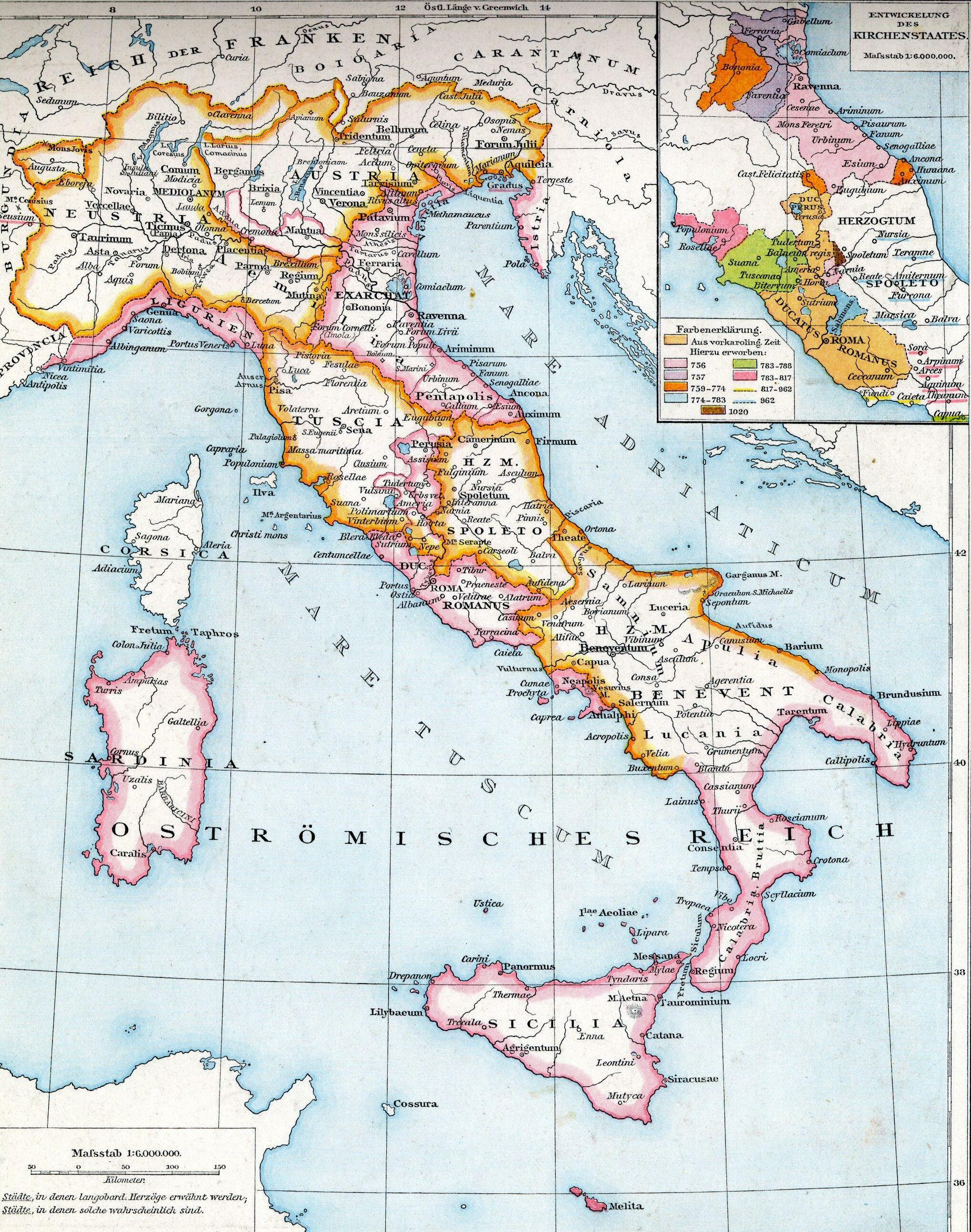
Парма в составе Лангобардского королевства

Герцогство Парма (итал. Ducato di Parma) — историческое государство на Апеннинском полуострове, находившееся под властью Лангобардского королевства. Герцогство Парма было одним из герцогств, основанных лангобардами на территории современной Италии. Информация об этом государстве очень скудна из-за отсутствия источников. Даже дата учреждения герцогства неясна. Возможно, что оно восходит как ко времени первого проникновения лангобардов в этот регион в период герцогов, в 570-х или 580-х годах.
После вторжения лангобардов в Италию регион Эмилия, основанный римлянами, оказался разделенным на две части. Пьяченца, Парма, Реджо и Модена стали лангобардскими герцогствами, а территория от Равенны до Болоньи находились под контролем Византийской империи под именем Равеннского экзархата. Между двумя сторонами шли постоянные войны. Лангобардам окончательно удалось захватить этот регион лишь в 728 году, завладев последним форпостом византийцев — городом Имола.

## История
В летописях указывается, что в конце VI века в Парме жила дочь короля Агилульфа, которая была женой герцога Пармы Гудескалька. В 590 году византийскийским войскам под руководством патриция Галличино удалось выбить лангобардов из Модены и Мантуи. К этому периоду относится попытка перехода на сторону Византийской империи герцогов Пармы, Пьяченцы и Реджо, перешедших на службу к экзарху Равены.
Вероятно, в 599 году лангобардам удалось отвоевать Парму, но в 601 году византийцы под предводительством Галличино захватили дочь короля лангобардов и её мужа Гудескалько, которые были отосланы в Равенну. В 603 году Агилульфу удалось перейти в контрнаступление и окончательно отвоевать Парму, после чего его дочь смогла вернуться на родину. После этого в летописях больше нет свидетельства о сохранении герцогского института в Парме, из-за чего некоторые историки выдвинули гипотезу о том, что в городе больше не было герцогов, а им управлял королевский управляющий, однако, не имея других подтверждений это утверждение остаётся лишь гипотезой..
В 773 году король франков Карл Великий во время похода в Рим занял Парму. После победы франков над лангобардами лангобардские герцогства были заменены франкскими комитетами, над которыми сначала осуществляли власть графы, а затем, между IX и X веками, епископы. Фактически иммунитеты и привилегии были предоставлены епископам Пармы, Пьяченцы и Реджио.